# Marc Hyacinthe de Rosmadec
Marc-Hyacinthe, marquis de Rosmadec, chevalier de Tréguier, né vers 1635 dans le diocèse de Vannes et mort à La Havane (Cuba) le 14 mai 1702, est un officier de marine et administrateur colonial de France du XVIIe siècle.

## Biographie

### Origines et famille
Marc-Hyacinthe descend de la maison de Rosmadec, une ancienne famille de la noblesse bretonne qui a donné plusieurs évêques de Vannes et de Rennes. Il est le fils de Sébastien Ier, marquis de Rosmadec (v. 1590-v. 1660) et de Julienne Bonnier (v. 1605-1674).

### Carrière militaire
Nommé lieutenant de vaisseau en 1666, puis capitaine de vaisseau en 1671, il se distingue pendant la guerre de Hollande dans la Manche et pendant la campagne de Sicile.
Il est à la bataille de la baie de Bantry le 11 mai 1689, commandant du vaisseau Le Fort, 56 canons, sous les ordres du marquis de Châteaurenault, au sein de la flotte française qui affronte celle de l'amiral Herbert. Il sauve de la noyade le chevalier d'Entragues, tombé à l'eau après l'explosion du vaisseau commandé par le chevalier de Coëtlogon, en lui envoyant une chaloupe. Il est également à la bataille du cap Béveziers, le 10 juillet 1690 dans l'arrière garde commandée par le comte d'Estrées, vice-amiral. Il commande alors L'Illustre, armé de 70 canons et 500 hommes d'équipage, à bord duquel il s'illustre à nouveau. L'historien du XIXe siècle, Léon Guérin décrit avec lyrisme, dans son Histoire de la Marine française, son action :

« Le capitaine de Rosmadec, monté sur l'Illustre, de 70 canons, longtemps, à lui seul, eut affaire à cinq gros vaisseaux, contre lesquels il tint avec une valeur et une fermeté dignes d'être enregistrées par l'histoire. »

En 1691, il monte Le Fier, 80 canons. Il reçoit la croix de Saint-Louis en 1694, après vingt-cinq années de service dans la Royale.
Il est créé chef d'escadre de Normandie le 1er avril 1697, en remplacement de François Panetié, et à cette fonction jusqu'à sa mort. Fait chevalier de Saint-Louis en 1701 « après vingt-cinq années de service », il est nommé gouverneur aux îles du Vent le 4 janvier 1702 en remplacement du comte d'Esnots. Il meurt à La Havane le 14 mai 1702, avant d'avoir été informé de sa nomination. Gouverneur de Redon en Bretagne, cette charge passe, à sa mort, au marquis de Nesmond, lieutenant général des armées navales,

### Sources et bibliographie
En français
- M. d'Aspect, Histoire de l'Ordre royal et militaire de Saint-Louis, vol. 3, Paris, chez la veuve Duchesne, 1780 (lire en ligne), p. 277
- Léon Guérin, Histoire maritime de France, vol. 2, Andrieux, 1844 (lire en ligne), p. 23
- Liliane Chauleau, Dans les îles du vent : la Martinique (XVIIe – XIXe siècle), Éditions L'Harmattan, 1993, 303 p. (lire en ligne)

En anglais
- (en) James S. Pritchard, In search of empire : the French in the Americas, 1670-1730, Cambridge University Press, 2004 (lire en ligne)